# Giuseppe Benedetto Dusmet

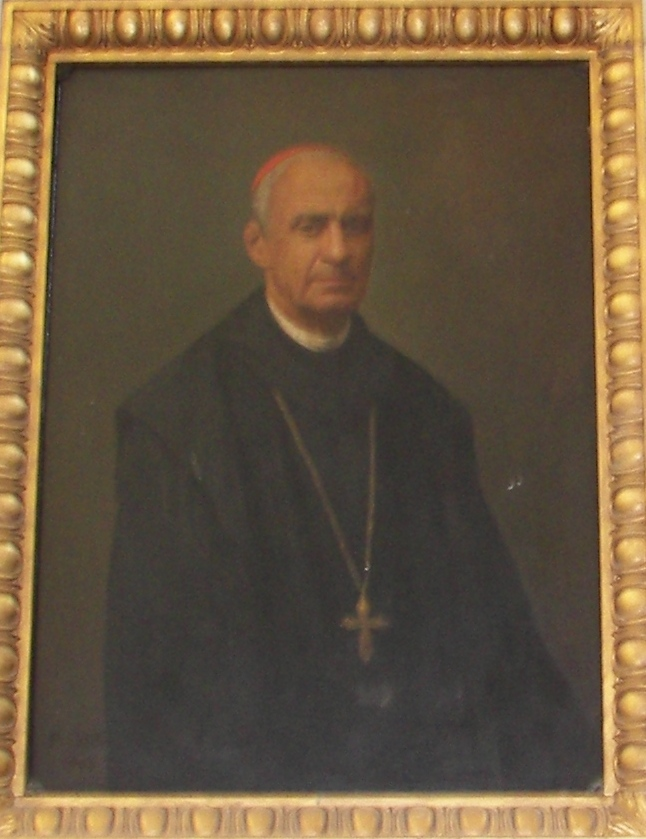
Kardinal Giuseppe Benedetto Dusmet

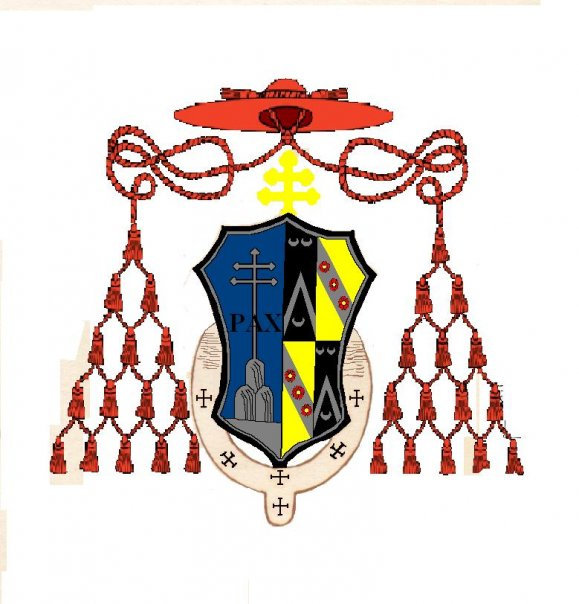
Dusmets Kardinalswappen

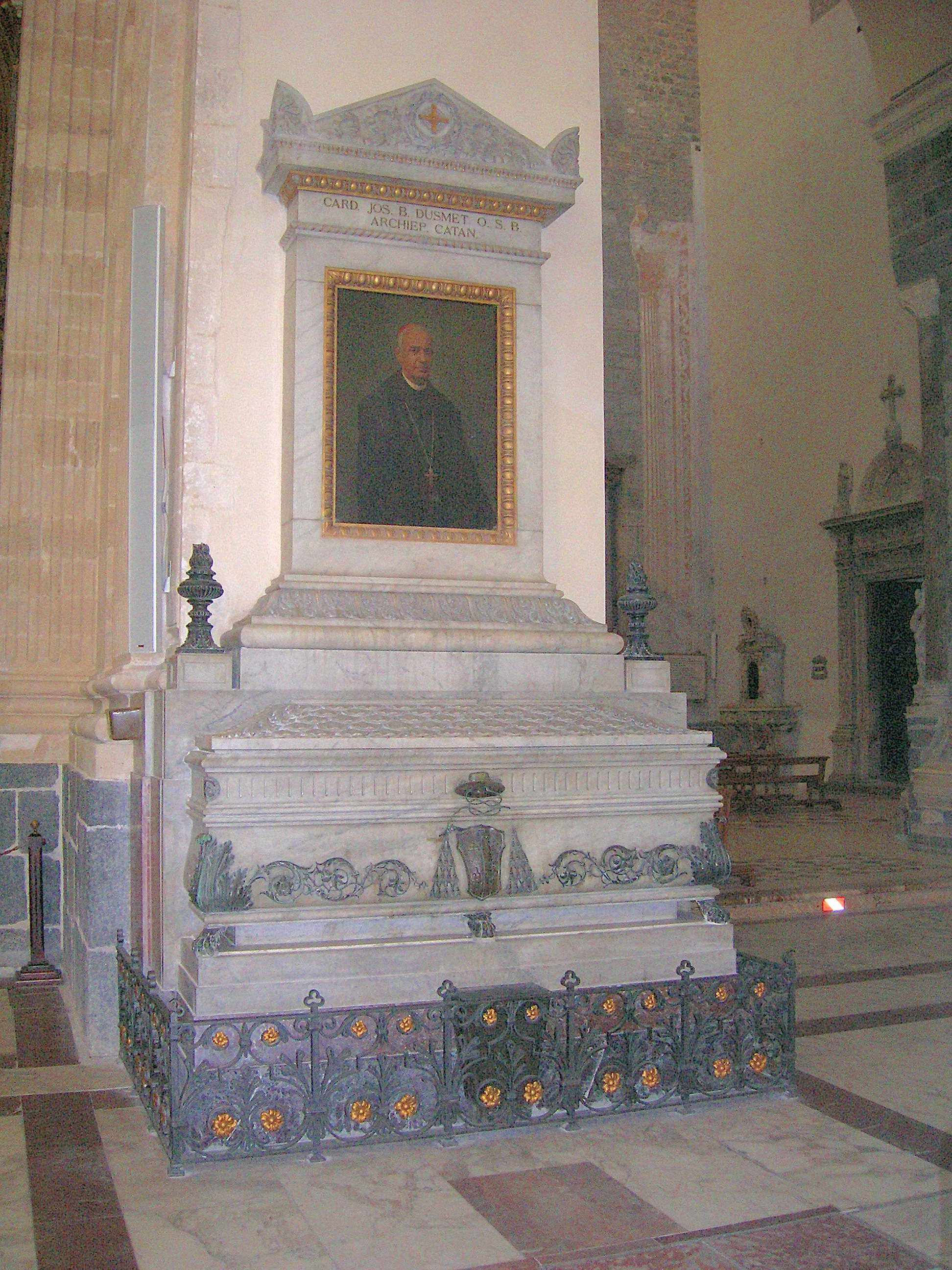
Grabstätte

Giuseppe Benedetto Dusmet OSB (* 15. August 1818 in Palermo; † 4. April 1894 in Catania) war Benediktiner, Erzbischof von Catania und Kardinal der römisch-katholischen Kirche. 1988 wurde er von Papst Johannes Paul II. seliggesprochen.

## Leben
Die Familie seines Vaters Luigi Dusmet Desmours war im 18. Jahrhundert aus Flandern in den Niederlanden in bourbonischen Diensten nach Sizilien gekommen, weshalb er einen für Italiener untypischen Familiennamen hatte. Er war der älteste Sohn von Luigi Dusmet und dessen Ehefrau Maria Dragonetti aus sizilianischem Adel und wuchs zusammen mit seiner Schwester und vier Brüdern in Palermo heran. Getauft wurde er am Tag seiner Geburt und erhielt folgende Vornamen: Giuseppe Maria Giacomo Filippo Lupo Domenico Antonio Rosolino Melchiorre Francesco di Paola Benedetto Gennaro.
1824 wurde Dusmet von seinen Eltern auf die von den Benediktinern geführte Klosterschule San Martino delle Scale bei Monreale geschickt. 1832 nahm ihn sein Vater wieder von der Schule, da seine Eltern für ihren Sohn nicht die geistliche Laufbahn ins Auge gefasst hatten und ihn auf ein Gymnasium nach Neapel schicken wollten. Da Giuseppe jedoch darauf beharrte, Priester werden zu wollen, kehrte er zwei Jahre später, 1834, auf die Schule zurück.
Dusmet trat in den Orden der Benediktiner ein und legte am 15. August 1840 das Ordensgelübde in der Abtei Montecassino ab. Großen Einfluss auf sein späteres Leben nahm in dieser Zeit Michelangelo Celesia, später Abt von Montecassino, der ebenfalls in den Kardinalsstand erhoben werden sollte und zu Dusmets besten Freunden zählte. Am 11. Oktober 1840 wurde Dusmet von Erzbischof Domenico Balsamo zum Subdiakon und einen Monat später, am 15. November 1840, zum Diakon geweiht.
Das Datum, an welchem Dusmet zum Priester geweiht wurde, kann heute nur noch grob angegeben werden. Wahrscheinlich war es der 15. September 1841; vermutlich fand die Priesterweihe in Monreale statt. In den kommenden vier Jahren war Dusmet als Prediger tätig, wirkte aber auch als Professor für Theologie und Philosophie. 1845 wurde er Privatsekretär von Carlo Antonio Buglio, dem Abt von Montecassino, mit dem er andere Benediktiner-Abteien in Caltanissetta und Catania visitierte. Als Buglio 1847 zum Abt von Santa Flavia in Caltanissetta ernannt wurde, folgte ihm Dusmet dorthin.
Am 12. Juni 1850 wurde Dusmet schließlich selbst befördert, als er zum Prior der Abtei von Santi Severino e Sossio in Neapel ernannt wurde. In den kommenden Jahren leitete er zwei weitere Klöster. So wurde er im Mai 1852 Abt von San Flavio in Caltanissetta und 1858 des Klosters San Nicolò l’Arena in Catania. Als am 15. Oktober 1866 Italien zu einem Königreich wurde, wurden einige Klöster konfisziert, darunter auch San Nicolò l’Arena. Dusmet musste seinen Posten räumen.
Am 22. Februar 1867 wurde Dusmet zum Erzbischof des Erzbistums Catania bestimmt; die Bischofsweihe fand am 10. März 1867 durch Kardinal Antonino De Luca in Rom statt. Mitkonsekratoren waren Pietro Gianelli und Giuseppe Maria Papardo del Pacco. Im selben Jahr gab die italienische Regierung die beschlagnahmten Klöster der Kirche zurück, darunter auch San Nicolò l’Arena. Dennoch musste Dusmet bis 1878 warten, ehe ihm die Regierung exequatur, also volle Entscheidungsvollmachten, ausstellte.
Am 11. Februar 1889 kreierte ihn Papst Leo XIII. schließlich zum Kardinal und überantwortete dem neuen Kardinalpriester die Titelkirche Santa Pudenziana.
Ohne je an einem Konklave teilgenommen zu haben, starb Dusmet fünf Jahre nach seiner Erhebung zum Kardinal, am 4. April 1894, gegen 10:30 Uhr im erzbischöflichen Palast von Catania. Er wurde 75 Jahre alt. Zunächst wurde er am 6. April 1894 auf dem Friedhof von Catania bestattet. Doch zehn Jahre später, im Mai 1904, wurden seine sterblichen Überreste exhumiert und in der Kathedrale von Catania unter einem Monument, das der Architekt Filadelfio Fichera entworfen hatte, bestattet.
Giuseppe Benedetto Dusmet war Großkreuzritter des Ritterordens vom Heiligen Grab zu Jerusalem.

## Seligsprechung
Der Vorschlag, Kardinal Dusmet seligzusprechen, wurde am 7. Januar 1931 von Carmelo Patanè, dem Erzbischof von Catania, bei Papst Pius XI. eingereicht. Begründet wurde dies mit dem persönlichen Einsatz, den Dusmet während seiner Zeit als Erzbischof von Catania geleistet hatte. So wurde Catania zweimal von Vulkanausbrüchen des Ätna heimgesucht. Dusmet soll sich dabei aufopferungsvoll um die Armen und Kranken gekümmert haben, denn den Vulkanausbrüchen folgte jeweils eine Cholera-Epidemie.
Am 15. Juli 1965 ernannte ihn Papst Paul VI. schließlich zum Ehrwürdigen Diener Gottes. Es sollten noch 20 weitere Jahre vergehen, bis Papst Johannes Paul II. Dusmet am 25. September 1988 seligsprach.
Sein Gedenktag in der katholischen Kirche ist der 25. September.